# IWA Mid-South Heavyweight Championship
O IWA Mid-South Heavyweight Championship é o principal título da Independent Wrestling Association Mid-South que tem base em Louisville, Kentucky. O título foi introduzido em "Crowning of a Champion" um evento de 3 de abril de 1997, quando Tower of Doom ganhou um torneio. 
|  |

## História do título
| Wrestler:                       | Vezes:  | Data:                   | Local:                | Notas:                                                                          |
| ------------------------------- | ------- | ----------------------- | --------------------- | ------------------------------------------------------------------------------- |
| Tower of Doom                   | 1       | 3 de abril de 1997      | Louisville, Kentucky  | Derrotou Ox Harley e Bull Pain em um "3-way".                                   |
| Doug Gilbert                    | 1       | 24 de abril de 1997     | Louisville, Kentucky  |                                                                                 |
| Ian Rotten                      | 1       | 19 de julho de 1997     | Louisville, Kentucky  |                                                                                 |
| Bull Pain                       | 1       | 31 de julho de 1997     | Louisville, Kentucky  |                                                                                 |
| Tracy Smothers                  | 1       | 11 de setembro de 1997  | Louisville, Kentucky  |                                                                                 |
| Salvatore Sincere               | 1       | 18 de setembro de 1997  | Louisville, Kentucky  |                                                                                 |
| Bull Pain                       | 2       | 4 de novembro de 1997   | Louisville, Kentucky  |                                                                                 |
| Buddy Landel                    | 1       | 7 de novembro de 1997   | Lexington, Kentucky   |                                                                                 |
| Bull Pain                       | 3       | 8 de novembro de 1997   | Bardstown, Kentucky   |                                                                                 |
| Bull Pain                       | 4       | 9 de dezembro de 1997   | Louisville, Kentucky  | Derrotou Diamond em uma revanche.                                               |
| Axl Rotten                      | 1       | 13 de fevereiro de 1998 | Lexington, Kentucky   |                                                                                 |
| Ox Harley                       | 1       | 24 de abril de 1998     | Louisville, Kentucky  | Derrotou Harry Palmer para ganhar o título que estava vago.                     |
| The Midnight Rider (Ian Rotten) | 2       | 28 de maio de 1998      | Louisville, Kentucky  | Derrotou Tower of Doom, que estava autorizado a defender o cinturão de Harley.  |
| Billy Joe Eaton                 | 1       | 12 de julho de 1998     | Kalamazoo, Michigan   |                                                                                 |
| Ian Rotten                      | 3       | 30 de julho de 1998     | Louisville, Kentucky  |                                                                                 |
| Harry Palmer                    | 1       | 6 de agosto de 1998     | Louisville, Kentucky  |                                                                                 |
| Corporal Robinson               | 1       | 13 de novembro de 1998  | West Point, Kentucky  |                                                                                 |
| Ian Rotten                      | 4       | 4 de dezembro de 1998   | Salem, Indiana        |                                                                                 |
| Corporal Robinson               | 2       | 6 de janeiro de 1999    | Charlestown, Indiana  |                                                                                 |
| Ian Rotten                      | 5       | 7 de janeiro de 1999    | Louisville, Kentucky  |                                                                                 |
| Suicide Kid                     | 1       | 14 de janeiro de 1999   | Louisville, Kentucky  |                                                                                 |
| Chip Fairway                    | 1       | 21 de janeiro de 1999   | Louisville, Kentucky  |                                                                                 |
| Suicide Kid                     | 2       | 28 de janeiro de 1999   | Louisville, Kentucky  |                                                                                 |
| Chip Fairway                    | 2       | 3 de fevereiro de 1999  | Charlestown, Indiana  | Derrotou Suicide Kid numa revanche.                                             |
| Ian Rotten                      | 6       | 29 de abril de 1999     | Salem, Indiana        | Derrotou Dean Baldwin, que estava substituindo o campeão.                       |
| Rollin' Hard                    | 1       | 7 de agosto de 1999     | Oolitic, Indiana      |                                                                                 |
| Madman Pondo                    | 1       | 19 de setembro de 1999  | Louisville, Kentucky  |                                                                                 |
| 2 Tuff Tony                     | 1       | 23 de fevereiro de 2000 | Charlestown, Indiana  |                                                                                 |
| Blaze                           | 1       | 25 de março de 2000     | Charlestown, Indiana  |                                                                                 |
| Axl Rotten                      | 2       | 1º de abril de 2000     | Charlestown, Indiana  |                                                                                 |
| Rollin' Hard                    | 2       | 10 de junho de 2000     | Charlestown, Indiana  | Derrotou Ian Rotten em um torneio.                                              |
| Ian Rotten                      | 7       | 24 de junho de 2000     | Charlestown, Indiana  |                                                                                 |
| Rollin' Hard                    | 3       | 1º de julho de 2000     | Charlestown, Indiana  |                                                                                 |
| Mitch Page                      | 1       | 31 de julho de 2000     |                       |                                                                                 |
| Bull Pain                       | 5       | 5 de agosto de 2000     | Charlestown, Indiana  |                                                                                 |
| Harry Palmer                    | 2       | 22 de setembro de 2000  | Charlestown, Indiana  | Derrotou Cash Flo em um torneio.                                                |
| Harry Palmer                    | 3       | 27 de setembro de 2000  | Charlestown, Indiana  | Derrotou Cash Flo e Rollin' Hard em uma luta "3-way".                           |
| Suicide Kid                     | 3       | 13 de outubro de 2000   | Charlestown, Indiana  |                                                                                 |
| Todd Morton                     | 1       | 25 de outubro de 2000   | Charlestown, Indiana  | Derrotou Suicide Kid em uma revanche.                                           |
| Ian Rotten                      | 8       | 6 de dezembro de 2000   | Charlestown, Indiana  |                                                                                 |
| Cash Flo                        | 1       | 30 de dezembro de 2000  | Charlestown, Indiana  |                                                                                 |
| Blaze                           | 2       | 7 de fevereiro de 2001  | Charlestown, Indiana  |                                                                                 |
| 2 Tuff Tony                     | 2       | 2 de março de 2001      | Charlestown, Indiana  |                                                                                 |
| Mitch Page                      | 2       | 7 de abril de 2001      | Charlestown, Indiana  | Derrotou 2 Tuff Tony e Rollin' Hard em uma luta "3-way".                        |
| Trent Baker                     | 1       | 19 de maio de 2001      | Charlestown, Indiana  |                                                                                 |
| Hido                            | 1       | 14 de julho de 2001     | Charlestown, Indiana  | Derrotou Baker e Chip Fairway em uma luta "3-way".                              |
| Suicide Kid                     | 4       | 21 de julho de 2001     | Charlestown, Indiana  | Derrotou Mitch Page em um torneio.                                              |
| Trent Baker                     | 2       | 4 de agosto de 2001     | Charlestown, Indiana  |                                                                                 |
| Chris Hero                      | 1       | 20 de outubro de 2001   | Charlestown, Indiana  |                                                                                 |
| CM Punk                         | 1       | 5 de dezembro de 2001   | Indianapolis, Indiana |                                                                                 |
| Eddie Guerrero                  | 1       | 1º de março de 2002     | Indianapolis, Indiana | Derrotou Punk e Rey Mysterio em uma luta "3-way".                               |
| CM Punk                         | 2       | 2 de março de 2002      | Morris, Illinois      |                                                                                 |
| Colt Cabana                     | 1       | 19 de abril de 2002     | Dayton, Ohio          | Derrotou Guerrero e CM Punk em uma "3-way".                                     |
| Chris Hero                      | 2       | 12 de julho de 2002     | Clarksville, Indiana  |                                                                                 |
| M-Dogg 20                       | 1       | 5 de outubro de 2002    | Clarksville, Indiana  |                                                                                 |
| CM Punk                         | 3       | 26 de outubro de 2002   | Clarksville, Indiana  | Derrotou M-Dogg.                                                                |
| B.J. Whitmer                    | 1       | 2 de novembro 2002      | Clarksville, Indiana  | Derrotou CM Punk.                                                               |
| CM Punk                         | 4       | 14 de dezembro de 2002  | Clarksville, Indiana  |                                                                                 |
| Chris Hero                      | 3       | 7 de fevereiro de 2003  | Clarksville, Indiana  | Derrotou CM Punk em uma luta chamada "93 minute 2 out of 3 falls match".        |
| Mark Wolf                       | 1       | 7 de junho de 2003      | Clarksville, Indiana  |                                                                                 |
| Vacated                         | Vacated | 12 de julho de 2003     | Clarksville, Indiana  |                                                                                 |
| Chris Hero                      | 4       | 12 de julho de 2003     | Clarksville, Indiana  | Derrotou Danny Daniels.                                                         |
| Danny Daniels                   | 1       | 2 de agosto de 2003     | Clarksville, Indiana  |                                                                                 |
| Jerry Lynn                      | 1       | 16 de janeiro de 2004   | Oolitic, Indiana      |                                                                                 |
| B.J. Whitmer                    | 2       | 9 de abril de 2004      | Oolitic, Indiana      |                                                                                 |
| Petey Williams                  | 1       | 29 de maio de 2004      | Highland, Indiana     |                                                                                 |
| Arik Cannon                     | 1       | 18 de setembro de 2004  | Highland, IN          |                                                                                 |
| A.J. Styles                     | 1       | 21 de outubro de 2004   | Evansville, Indiana   | Derrotou Petey Williams, Christopher Daniels e Chris Sabin em uma "4-way".      |
| CM Punk                         | 5       | 22 de outubro de 2004   | Highland, Indiana     |                                                                                 |
| Danny Daniels                   | 2       | 4 fevereiro de 2005     | Valparaiso, Indiana   |                                                                                 |
| Jimmy Jacobs                    | 1       | 1º de abril de 2005     | Herrin, Illinois      |                                                                                 |
| Arik Cannon                     | 2       | 21 de janeiro de 2006   | Midlothian, Illinois  |                                                                                 |
| Darin Corbin                    | 1       | 22 de abril de 2006     | Midlothian, Illinois  |                                                                                 |
| Trik Davis                      | 1       | 3 de junho de 2006      | Plainfield, Indiana   | Derrotou Corbin e Arik Cannon em uma "3-way".                                   |
| Toby Klein                      | 1       | 17 de Junho de 2006     | Streamwood, Illinois  | Ganhou uma chance de lutar pelo título derrotando Chris Hero na noite anterior. |
| Chuck Taylor                    | 1       | 30 de setembro de 2006  | Midlothian, Illinois  |                                                                                 |
| Mike Quackenbush                | 1       | 29 de setembro de 2007  | Midlothian, Illinois  | Derrotou Taylor e Claudio Castagnoli.                                           |
| Eddie Kingston                  | 1       | 7 de dezembro de 2007   | Plainfield, Illinois  | Derrotou Quackenbush numa luta na qual também estavam envolvidos Hero e Taylor. |
| Chuck Taylor                    | 2       | 3 de maio de 2008       | Joliet, Illinois      | Derrotou Claudio Castagnoli.                                                    |
| Dingo                           | 1       | 20 de junho de 2008     | Sellersburg, Indiana  |                                                                                 |